# ホビージャパン
株式会社ホビージャパン（HobbyJAPAN CO., Ltd）は、出版及び模型・玩具・ゲームの開発・輸入・販売を行っている日本の企業。
1969年、ミニカー・ゲーム・ホビーグッズ等の販売・輸入を行なう株式会社ポストホビーを母体として設立。『月刊ホビージャパン』、『カードゲーマー』（『GAME JAPAN』の後継誌）、『アームズマガジン』等のホビー専門誌やホビー・ゲーム関連の書籍の発行、テーブルゲーム等の発売を行っている。ポストホビーは東京・神奈川に直営店舗を構えている。

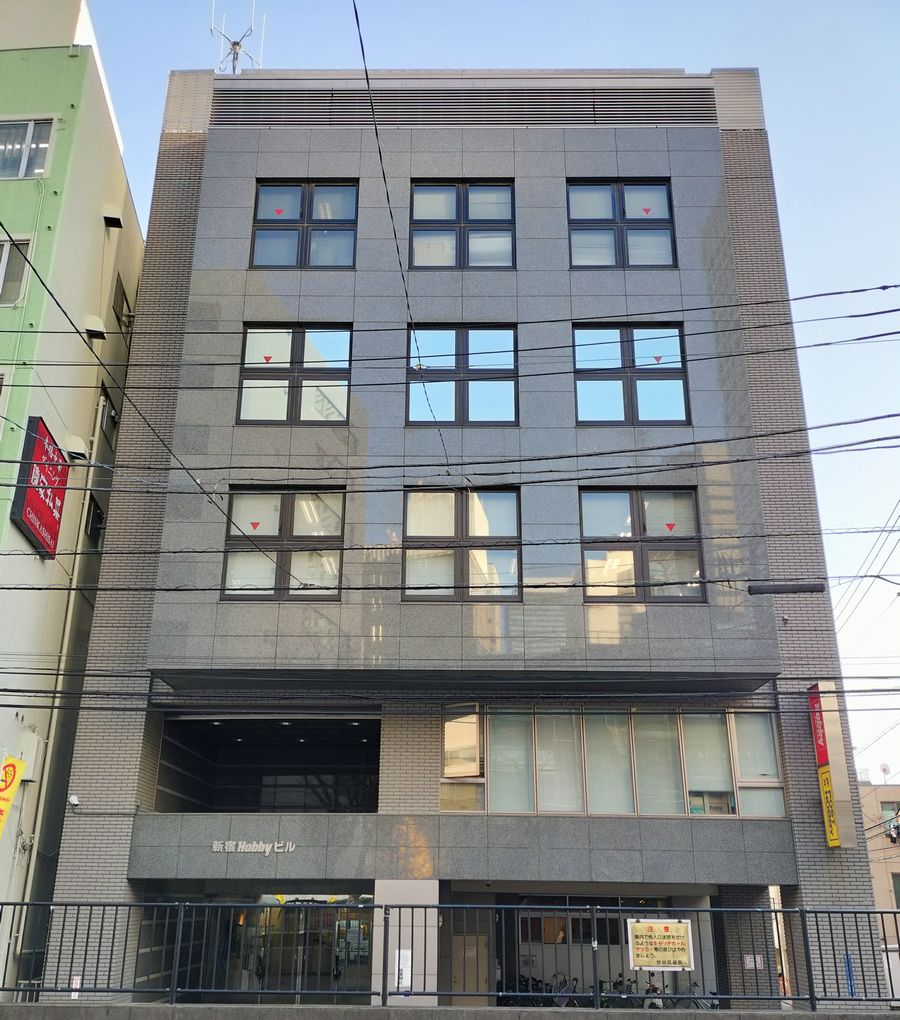
新宿Hobbyビル

## 沿革
- 1965年11月 - 代々木にて「ポストホビー」を創業
- 1969年
  - 3月 - 株式会社ポストホビー設立
  - 8月 - 『月刊ホビージャパン』創刊
  - 9月 - 株式会社ホビージャパン設立
  - 11月 - ポストホビー池袋店を開店
- 1975年8月 - ポストホビー札幌店を開店
- 1977年
  - 4月 - ポストホビー大分を開店
  - 5月 - ポストホビー津田沼店を開店
  - 7月 - ポストホビー渋谷店を開店
- 1980年9月 - ポストホビー吉祥寺店を開店
- 1981年8月 - ゲーム専門誌『タクテクス』創刊
- 1983年6月 - ポストホビー新所沢店・名古屋店を開店
- 1986年5月 - 『タクテクス』月刊化
- 1989年6月 - ミリタリー専門誌『アームズマガジン』創刊
- 1990年
  - 4月 - 「月刊タクテクス」を「RPGマガジン」に名称変更
  - 6月 - アンソロジーコミック『コミックマスター』創刊
- 1992年6月 - ホビージャパンコミックス「RPGなんてこわくない! テーブルトークRPG入門コミック」発行
- 1995年6月 - P&H厚木店（現・ポストホビー厚木店）を開店
- 1996年4月 - トレーディング・カードゲーム「マジック:ザ・ギャザリング」日本語版発売
- 1999年10月 - ポストホビー松本店を開店
- 2000年
  - 3月 - ポストホビー宇都宮店を開店
  - 11月 - ポストホビー千葉店を開店
- 2003年12月 - 会話型RPG「ダンジョンズ&ドラゴンズ」日本語版発売
- 2005年7月 - ポストホビー池袋60階通り店を開店
- 2006年
  - 4月 - 「月刊GAMEぎゃざ」から「月刊ゲームジャパン」へ名称変更。
  - 7月 - 『HJ文庫』創刊
- 2008年
  - 3月 - 株式会社ホビージャパン、株式会社ポストホビーを吸収合併
  - 4月 - SF・特撮ビジュアルマガジン「宇宙船」を復刊
  - 7月 - 技法書シリーズ「マンガの基礎デッサンデフォルメ編」発行
- 2009年4月 - 「クイーンズブレイド」がTVアニメ化
- 2010年
  - 4月 - HJ文庫「いちばんうしろの大魔王」がTVアニメ化
  - 10月 - メディアミックス企画「百花繚乱」がTVアニメ化
- 2011年
  - 2月 - 『ファイナルファンタジー・トレーディングカードゲーム』発売
  - 11月 - 『カードゲーマー』創刊
  - 12月 - ウェブコミック配信サイト「コミック・ダンガン」を開設[※ 1]
- 2012年
  - 2月 - 『月刊ガンプロフェッショナルズ』創刊
  - 9月 - フィギュアブランド「AMAKUNI」始動（由来は刀工の天国）
- 2013年9月 - トレーディングカードゲーム『ラストクロニクル』発売
- 2014年
  - 2月 - ミニカーブランド「マーク43」始動
  - 11月 - 「HJノベルス」創刊
- 2016年
  - 8月 -  ウェブコミック配信サイト「コミックHJ文庫」が「コミックファイア」にリニューアル。
  - 9月 - ポストホビー新宿店を開店
- 2017年7月 - HJノベルス「異世界はスマートフォンとともに」がTVアニメ化
- 2018年3月 - 「トヨタソアラ」の1/18スケールを限定で発売。
- 2018年8月 -  WEBマガジン「アームズマガジンWEB」オープン
- 2019年
  - 4月 - 『歴史探訪』創刊[2]
  - 7月 - 小説投稿サイト「ノベルアップ＋」オープン
- 2021年
  - 9月 - ライトノベルやコミックの書籍情報・コンテンツ配信総合ポータルサイト「ファイアCROSS」オープン
  - 11月 - 「Hobby JAPAN Web」オープン

## 出版事業
1969年に社名と同一名称である『月刊ホビージャパン』を創刊。当初はミニカーの情報を扱い、後にプラモデルやフィギュアへ範囲を拡げ、『モデルアート』と並び、戦後を代表する模型雑誌となった。
ウォー・シミュレーションゲーム→テーブルトークRPG（以下TRPG）→カードゲームの系統の雑誌として1982年、アメリカのボードゲームメーカーであるアバロン・ヒル社と日本語版の特約を結び、ウォー・シミュレーションゲームを販売、情報誌『タクテクス』を発刊した。ミリタリーブームが一時的に去るとTRPGに重点を移し、同時期にタクテクス別冊として『RPGマガジン』を創刊。しかし、家庭用ゲーム機とパソコンの普及と高性能化によりボードゲームは急速に衰退。『タクテクス』も短命に終わった。
『タクテクス』廃刊後は、後続誌としてロールプレイングゲーム情報誌『RPGマガジン』を発刊するが、トレーディングカードゲーム『マジック:ザ・ギャザリング』の日本上陸に伴い（日本語版の発売元は同社）、徐々にトレーディングカードゲーム情報に重点を移す。そしてトレーディングカードゲームのブーム到来とともに『RPGマガジン』は休刊、後続誌としてトレーディングカードゲーム情報誌『ゲームぎゃざ』が創刊された。
しかし『ゲームぎゃざ』も、『タクテクス』『RPGマガジン』同様、トレーディングカードゲームのブーム後退と共に、ロールプレイングゲームを始めとするアナログゲーム情報や（簡易的に）デジタルゲーム情報を広く扱うようになり、2005年に誌名を『GAME JAPAN』と改め新装刊された。
なお、『マジック:ザ・ギャザリング』の日本語版に関しては同社が権利を有していたが、2004年にタカラ（現タカラトミー）に譲渡された。
さらに、『GAME JAPAN』も2011年9月号を以って休刊、『カードゲーマー』に引き継がれた。
休刊していた他社の雑誌『宇宙船』や『Gun』を自社の刊行物として復刊させた。
2019年、「五感で感じる歴史系エンタメ雑誌」と銘打つ『歴史探訪』を創刊。

### 主な発行誌
現行発行誌
- 月刊ホビージャパン（毎月25日発売）
- アームズマガジン（毎月27日発売）
- Gun Professionals（毎月27日発売）
- カードゲーマー （ムック）※『GAME JAPAN』の後継誌
- 宇宙船（ムック）
- マナバーン（ムック）
- Cameraholics（ムック）
- Dollybird（ムック）
- 刀剣画報（ムック）

これまで発行されていた雑誌
- Novel JAPAN → キャラの!
- タクテクス → RPGマガジン → ゲームぎゃざ→GAME JAPAN
- コミックマスター
- コミックジャパン
- OTOMEX
- ホビージャパンプラス（ムック）
- ミリタリーモデリングマニュアル（ムック）
- トレインモデリングマニュアル（ムック）
- カーモデリングマニュアル（ムック）

#### 小説
- HJ文庫（2006年7月1日創刊）
- HJ文庫G（2007年9月28日創刊）
- HJノベルス（2014年11月22日創刊）
- シンデレラノベルス（2015年7月23日創刊）

### コミックス
- HJコミックス

### ウェブメディア
- ファイアCROSS
- ノベルアップ＋
- アームズマガジンWEB
- Hobby JAPAN Web

## ゲーム事業

### 発売中のゲーム

#### カードゲーム
自社オリジナル
- ラストクロニクル

#### ボードゲーム
自社オリジナル
- キャット・イン・ザ・ボックス

ファンタジーフライトゲームズ (en:Fantasy Flight Games)
- タリスマン (en:Talisman)
- コロッサル・アリーナ (Colossal Arena)
- ミドルアース・クエスト (Middle-Earth Quest)

ルックアウトゲームズ (en:Lookout Games)
- アグリコラ (Agricola)
- ルアーブル (en:Le Havre)
- アグリコラ：泥沼からの出発 (Agricola: Die Moorbauern)

リオグランデゲームズ (en:Rio Grande Games)
- ドミニオン (Dominion)
- ドミニオン：陰謀 (Dominion: Intrigue)

デイズオブワンダー (en:Days of Wonder)
- スモールワールド (en:Small World)

ズィーマンゲームズ (en:Z-Man Games)
- パンデミック(Pandemic)
- パンデミック拡張セット「絶体絶命」(Pandemic: On the Brink)

#### テーブルトークRPG
ゲームズワークショップ
- ウォーハンマーRPG

R. Talsorian Games
- サイバーパンクRED

Petersen Games
- サンディ・ピーターセンの暗黒神話体系　クトゥルフの呼び声TRPG

その他
- ARC：DOOM TABLETOP RPG

#### ゲームブック
- クイーンズブレイドシリーズ　[3]

### かつて発売していたゲーム

#### ウォー・シミュレーションゲーム
自社オリジナル
- 戦車戦 (Tank Battles)
- 戦車戦II (Tank Battles II)
- 大日本帝国海軍 (IJN)
- マーケット・ガーデン作戦 (Operation Market Garden)
- アイアン・ボトム・サウンド (Iron Bottom Sound)
- ノルウェー1940 (Norway 1940)
- 太平洋艦隊 (Pacific Fleet)
- ブダペスト救出作戦 (Bitter End)
- 日本の進撃 (Malay & Burma)
- S.F.3D
- S.F.3D II
- 地中海キャンペーン (Mediterranean Campaign)
- 英雄三国志 (Chronicle of The Tree Kingdomes.)
- メックウォー '90 (Mech War '90)
- ラスト・ギャンブル (The Last Gamble)
- ザナドゥ 伝説乃宝剣 (Xanadu)
- メタルヘッド関連
  - ヘビーソルジャー

アバロンヒル
- タクテクスII (Tactics II)
- ワーテルローの戦い (Waterloo)
- スターリングラード攻防戦 (Stalingrad)
- ドイツアフリカ軍団 (Afrika Korps)
- 電撃作戦 (Blitzkrieg)
- 米国南北戦争 (Gettysburg)（1977年度版）
- ゲティスバーグ (Gettysburg)（1992年度版、スミソニアン学術協会監修）
- ミッドウェイ海戦 (Midway)（1964年度版）
- ミッドウェイ (Midway)（1991年度版、スミソニアン学術協会監修）
- Dデイ (D-DAY)（1977年度版）
- Dデイ (D-DAY)（1991年度版、スミソニアン学術協会監修）
- バルジ大作戦 (The Battle of the Bulge)（1981年度版）
- バルジの戦い (Battle of the Bulge)（1991年度版、スミソニアン学術協会監修）
- ガダルカナル (Guadalcanal)（1991年度版、スミソニアン学術協会監修）
- ジュトランド沖海戦 (Jutland)
- アンツィオ上陸作戦 (Anzio)
- 英独大西洋上の戦い (War at Sea)
- シーザー皇帝 (Caesar)
- サブマリン (Submarine)
- アレキサンダー大王 (Alexander the Great)
- 帆船の戦い (Wooden Ships and Iron Men)
- 太平洋の覇者 (Victory In The Pacific)
- 剣と魔法の国 (Magic Realm)
- 独ソ戦 (The Russian Campaign)
- ロシア戦線1941～1944 (Russian Front)
- 戦艦ビスマルクの戦い (Bismarck)
- 史上最大の作戦 (The Longest Day)
- パンツァーブリッツ (Panzer Blitz)
- パンツァーリーダー (Panzer Leader)
- ナチ・ドイツ空軍 (Luftwaffe)
- 第2次世界大戦の外交戦 (Origins of World War II)
- リヒトホーフェン (Richthofen's War)
- 第三帝国 (Rise and Decline of the Third Reich)
- バラ戦争 (King Maker)
- ディプロマシー (Diplomacy)
- 宇宙の戦士 (Starship Troopers)（1976年版）
- アラブイスラエル戦 (Arab-Israeli Wars )
- 戦闘指揮官 (Squad Leader)
  - クロス・オブ・アイアン (Cross of Iron)
  - 電撃ドイツ戦車隊 (Crescendo of Doom)
  - G.I.勝利への礎 (G.I. Anvil of Victory)
  - アドバンスト・スコードリーダー（Advanced Squad Leader）（ルールブックのみ）

- クレタ島降下作戦 (Air Assault on Crete)
- 魔法の島の戦い (Wizard's Quest)
- 英雄ナポレオン (Napoleon)
- 戦争と平和 (War and Peace)
- ヨーロッパ要塞 (Fortress Europa)
- 銀河戦争 (Amoeba Wars)
- 真昼の決闘 (Gunslinger)
- 西部戦線異状なし (Guns of August)
- ナポレオンの黄昏 (Struggle of Nations)
- 銀河革命 (Freedom in the Galaxy)
- 砂漠のロンメル (Panzer Armee Afrika)
- アルンヘム強襲 (Storm Over Arnhem)
- 文明の曙 (Civilization) + 追加貿易カード
- ドラゴンハント (Dragon Hunt)
- タイタンの掟 (Titan)
- 激突マジノ戦 (France 1940)
- トブルク戦車戦 (Tobruk)
- ヨーロッパ上空の戦い (Air Force)
  - ドーントレス (Dauntless)
  - ヨーロッパ上空の戦い＆ドーントレス：エキスパンションキット (Air Force and Dauntless:Expansion Kit)

- 日米航空母艦の戦い(Flattop)
- マキャベリ (Machiavelli)
- ベンハー (Circvs Maximvs)
- 日本武将の戦い (Samurai)
- ギリシア・ローマ海戦 (Trireme)
- 剣闘士の戦い (Gladiator)
- ロビンフッド (Robin Hood)
- Empires in Arms
- Conquistador
- パットンズ・ベスト (Patton's Best)
- フライトリーダー (Flight Leader)
- ファイアパワー (Firepower)
- ドラゴンパス (Dragon Pass) （AH/Chaosiumのファンタジーゲーム）
- エルリック (Elric) （AH/Chaosiumのファンタジーゲーム）
- 砂の惑星 (Dune)
  - スパイス・ハーヴェスト (Spice Harvest) - ルール邦訳は『タクテクス』29号掲載

- グーデリアン装甲集団 (Panzergruppe Guderian) - ルール邦訳は『タクテクス』25号掲載
- 百日戦争 (Hundred Days Battles) - ルール邦訳は『タクテクス』26号掲載
- ミスティック・ウッド (The Mystic Wood) - ルール邦訳は『タクテクス』27号掲載
- パンツァークリーク (Panzerkrieg) - ルール邦訳は『タクテクス』30～32号掲載
- ヒトラーの戦争 (Hitler's War) - ルール邦訳は『タクテクス』35～37号掲載
- ターニング・ポイント・スターリングラード (Turning point Stalingrad) - ルール邦訳は『タクテクス』（季刊）1号掲載
- 共和政ローマ (The Republic of Rome)- ルール邦訳は『タクテクス』（季刊）3号掲載
- アクワイアー (Acquire)
- 株式市場 (Stocks & Bonds)
- フューダル (Feudal) - 中世風チェス
- UFO (UFO: Game of Close Encounters)
- インターン (Intern)
- 社長の決断 (Exec. Decision)
- アフリカ探検 (Source of the Nile)
- 孫子の兵法 (Hexagony)
- ムーン・スター (Moonstar)
- ゴールド (Gold!)
- ディーラーの賭け (Foreign Exchange)
- ビジネスゲーム (Business Strategy)
- アウトドアサバイバル (Outdoor Survival)
- TVウォーズ (TV Wars)
- レールバロン (Rail Baron)
- アメリカ大統領予備選 (Candidate)
- ベースボール (Baseball Strategy)
- スーパースターベースボール (Superstar Baseball!)
- 大リーグベースボール (Major League)
- バスケットボール (Basketball Strategy)
- 全米プロバスケットボール (Statis Pro Basketball)
- アメリカンフットボール (Football Strategy)
- 全米カレッジフットボール (Bowl Bound)
- 全米プロフットボール (Pay Dart)
- NFLプロフットボール (Statis Pro Football)- ルール邦訳は『タクテクス』28号掲載
- プロボクシングタイトルマッチ (Title Bout)
- レガッタヨットレース (Regatta)
- ダービーゲーム (Win, Place, & Show)
- オートレーシング (USAC Auto Racing)
- スピードサーキット (Speed Circuit)
- チャレンジゴルフ (Challenge Golf at Pebble Beach)
- プロ・ゴルフ (Pro Golf)
- プロテニス (Pro Tennis) - ルール邦訳は『タクテクス』34号掲載
- デカスロン (Decathlon) - 十種競技。ルール邦訳は『タクテクス』36号掲載

ビクトリーゲームズ（Victory games）
- ガルフストライク (The Gulf Strike)
- 地獄のハイウェイ (Hell's Highway)
- 大戦略南北戦争 (The Civil War: 1861-1865)
- NATO (NATO ; The Next War In Europe)
- アンブッシュ (Ambush!) シリーズ
  - ムーブアウト (Move Out)
  - パープルハート (Purple Heart)

- 太平洋戦争 (Pacific War)
- コールドウォー (Cold War)
- バトルヒム (Battle Hymn)
- 第5艦隊 (5th Fleet) - ルール邦訳は『タクテクス』（季刊）2号掲載
- 第7艦隊 (7th Fleet)
- キャリアー (Carrier) - ルール邦訳は『タクテクス』（季刊）4～6号掲載
- ペロポネソス戦争 (The Peloponnesian War) - ルール邦訳は『タクテクス』（季刊）6号掲載
- 1809 (1809: Napoleon's Danube Campaign) - ルール邦訳は『タクテクス』33、34号掲載

シミュレーションズ・パブリケーションズ（SPI）
- スターリングラード攻略 (Battle for Stalingrad)
- 空戦マッハの戦い (Air War)
- 空戦マッハの戦いII (Super Tomcat)
- 猛将パットン (Patton's 3rd Army)
- オペレーション・グレネード (Operation Grenade)
- シシリー上陸作戦 (Sicily)
- 大西洋の壁 (Atlantic Wall)
- 鉄のカーテン（BERLIN '85)
- 奇襲空挺部隊 (Paratroop)
- 中ソ戦争 (The China War)
- 市街戦 (City Fight)
- ソロモン王の指輪 (Demons)
- クルスク大戦車戦 (Eric Goldberg's Kursk)
- 第5軍団の迎撃 (Fifth Cops)
- 激闘第7軍団 (Hof Gap ; The Nurnberg Pincer)
- フルダ渓谷 (Fulda Gap ; The First Battle of the next War)
- NATOディビジョン (NATO ; Division Commander)
- The Next War
- モスクワ侵攻作戦 (Operation Typhoon)
- スパイズ! (Spies)
- スナイパー! (Sniper!)
- 大西洋艦隊 (Task Force ; Naval Tactics and Operations in the 1980's)
- チトー パルチザンの戦い (TITO)
- スターフォース (Star Force)
- 第二次欧州大戦 (War in Europe)
- 騎士の戦い (Agincourt)
- 米ソ戦争 (Red Star/Whit Star)
- ベーシック3 (Basic 3) - 『スエズを渡れ』(Across Suez)、『レニングラード』(Leningrad)、『バルジ大作戦』(Bulge)の3つがセット
- Mech War 2 - 『米ソ戦争』(Red Star/Whit Star)、『スエズを渡れ』(Suez to Golan)の2つのゲームのセット（単体売りの米ソ戦争とベーシック3のスエズを渡れとは別システム）

ゲームデザイナーズ・ワークショップ（GDW）
- ブルーマックス (Blue Max)
- 白ロシア大作戦 (Red Army)
- ラインへの道 (Road to the Rhine)
- 現代機甲戦 (Assault)
  - ブーツ&サドルズ (Boots & Saddles)

- Europaシリーズ
  - バルバロッサ作戦 (Fire in the East)
  - ナルビク強襲 (Narvik)
  - ポーランド電撃戦 (Case White)
  - 英国本土決戦 (Their Finest Hour)
  - 北アフリカ中東戦域 (Western Desert + The Near East)
  - フランス崩壊 (Fall of France)

- エア・スペリオリティ (Air Superiority + Air Strike）
- サード・ワールド・ウォー (The Third World War)
  - ペルシアン・ガルフ (Persian Gulf: Battle for the Middle East)

- ハープーン (Harpoon)
  - キャプテンズ・エディション・ハープーン (Captain’s Edition Harpoon) - ハープーンの簡易版。ルール邦訳は『タクテクス』（季刊）2号掲載

- 1940 (1940)
- 1941 (1941)
- 1942 (1942)
- ブンデスヴェール (Bundeswehr) - ルール邦訳は『タクテクス』38、39号掲載
- ロボジッツの戦い (The Battle of Lobositz)
- アルマの戦い (The Battle of the Alma)
- タイム・トリッパー (Time Tripper)
- ベルター (Belter)
- 二連星 (Double Star)
- 惑星間戦争 (Triplanetary)
- インペリウム (Imperium)
- トラベラー (Traveller) 関連
  - メイデイ (Mayday)
  - アザンティ・ハイ・ライトニング (Azhanti High Lightning)
  - 第5次辺境戦争 (Fifth Frontier War)

ウエストエンドゲームズ
- R・A・F (RAF)
- 魔法の軍団 (Kings and Things)
- フンタ (Junta)
- タンクリーダー（西部戦線）(Western Front Tank Leader)
- ウェブ・アンド・スターシップ (Web and Starship)

ワールドワイドウォーゲームズ（3W）
- チュニジア大突破 (Decision at Kasserine)
- 突撃レニングラード (Assault on Leningrad)
- ブルーマックス（『Aces High』と『Blue Max』をまとめたもの）

アイアンクラウンエンタープライズ（ICE）
- 指輪の謎 (Riddle of the Ring)

パンサー・ゲームズ
- 上海トレーダー (Shanghai Trader)

スティーブ・ジャクソン・ゲームズ
- オーガ ～プログラム：破壊せよ!～ (OGRE)
- カー・ウォーズシリーズ

##### タクテクス付録ゲーム
タクテクス付録ゲームとして、自社オリジナル作品の他にSPI社、3W社、Metagaming社の製品も日本語化されている。
詳細はタクテクスを参照のこと。

#### テーブルトークRPG
自社オリジナル
- 機動戦士ガンダムRPG
- スペオペヒーローズ
- 大活劇 江戸の始末人
- パワープレイ
- ワースブレイド
- RPG福袋シリーズ
  - RPG福袋'93
  - RPG福袋'94
  - RPG福袋'96

- メタルヘッドシリーズ（無印のみ）

ゲームデザイナーズ・ワークショップ (GDW)
- トラベラー (Traveller)

ビクトリーゲームズ (Victory games)
- エルム街の悪夢 (A Nightmare on Elm Street) (1987)
- ジェームスボンド007シリーズ (James Bond 007)

ケイオシアム
- クトゥルフの呼び声 (Call of Cthulhu)
- ルーンクエスト
  - ルーンクエスト'90s（『ルーンクエスト』のルールをわかりやすくした日本オリジナル）

アイアンクラウンエンタープライズ（ICE）
- 指輪物語ロールプレイング

ウィザーズ・オブ・ザ・コースト
- ダンジョンズ&ドラゴンズ（第3版以降）

#### カードゲーム
自社オリジナル
- 女子高体育祭
- トップをねらえ！・カードゲーム
- 甲竜伝説ヴィルガスト・カードゲーム
- ダイナマイト・ナース
- ダイナマイト・ナース II
- ダイナマイトナース I+ IIセット（上記2つのセット）
- ギャルマスター
- ギャルマスター II
- 悪代官
- リングマスター・カードゲーム
- ホラー・ナイト
- ドラグーン・イン・ザ・ダンジョンズ
- きまぐれエンジェルズ
- フラッシュ・ファイター
- トウキョウ・クライシス
- 世界制服
- タワークエスト
- 大海戦
- 戦略空軍
- タンクハンター (Tank Hunter)
  - タンクバスター (Tank Buster)

- 熱闘12球団ペナントレースシリーズ
  - 熱闘12球団ペナントレース - 基本セット。84年度発売には84年度選手カードが、以降は発売年度に対応した年度のカードが含まれる。
  - 85年度選手カードセット - 入れ替え用の選手データカード
  - 86年度選手カードセット
  - 87年度選手カードセット
  - 88年度選手カードセット
  - 89年度選手カードセット
  - 90年度選手カードセット
  - クラシックカードセット - 異なる年度のチームから6チームを選抜したセット
  - キャンペーンモジュール

- THE BIG野球 - 熱闘12球団ペナントレースの改良型システム。選手データは91年度版。
  - THE BIG野球 92年度版

アバロンヒル
- アップフロント (Up Front)
- ネイバル・ウォー (Naval War) - ルール邦訳は『タクテクス』32号掲載
- スラップショット (Slapshot) - ゴルフ

ルーニーラボ
- フラックス (Fluxx)

##### トレーディングカードゲーム
ウィザーズ・オブ・ザ・コースト
- マジック:ザ・ギャザリング
- ネットランナー

ケイオシアム
- Mythos

#### コレクタブル・スローイングゲーム
ヒドゥンシティゲームズ（Hidden City Games）
- クラウト・ファンタジー

#### PCゲーム
自社オリジナル
- リングマスター -フィリアス・ノギスの暗雲-（PC-98、X68000）
- リングマスター II -永遠なる想い-（PC-98、X68000）
- ロンメル（PC-98）

#### オンラインゲーム
- ラストクロニクル オンライン（ニコニコアプリ）

## メディアミックス
- デスボール

### 映像作品
| 年     | タイトル                                                       | アニメーション制作                                      |
| ------ | -------------------------------------------------------------- | ------------------------------------------------------- |
| 2009年 | クイーンズブレイド 流浪の戦士                                  | アームス                                                |
| 2009年 | クイーンズブレイド 玉座を継ぐ者                                | アームス                                                |
| 2010年 | クイーンズブレイド 美しき闘士たち                              | アームス                                                |
| 2010年 | いちばんうしろの大魔王                                         | アートランド                                            |
| 2010年 | 百花繚乱 サムライガールズ                                      | アームス                                                |
| 2012年 | クイーンズブレイド リベリオン                                  | アームス                                                |
| 2012年 | はぐれ勇者の鬼畜美学                                           | アームス                                                |
| 2013年 | 百花繚乱 サムライブライド                                      | アームス                                                |
| 2014年 | 六畳間の侵略者!?                                               | SILVER LINK.                                            |
| 2015年 | ビキニ・ウォリアーズ                                           | feel. ピー・アール・エー                                |
| 2016年 | ビキニ・ウォリアーズ（OVA）                                    | feel. ピー・アール・エー                                |
| 2017年 | sin 七つの大罪                                                 | アニメーションスタジオ・アートランド ティー・エヌ・ケー |
| 2017年 | 異世界はスマートフォンとともに。                               | プロダクション リード                                   |
| 2018年 | クイーンズブレイド UNLIMITED                                   | フォルテス                                              |
| 2018年 | ビキニ・ウォリアーズ（OVA2）                                   | feel. ピー・アール・エー                                |
| 2018年 | 七つの美徳                                                     | ブリッジ                                                |
| 2018年 | 百錬の覇王と聖約の戦乙女                                       | EMTスクエアード                                         |
| 2019年 | えんどろ〜!                                                    | Studio五組                                              |
| 2019年 | うちの娘の為ならば、俺はもしかしたら魔王も倒せるかもしれない。 | MAHO FILM                                               |
| 2020年 | ＜Infinite Dendrogram＞-インフィニット・デンドログラム-        | NAZ                                                     |
| 2020年 | 神達に拾われた男                                               | MAHO FILM                                               |
| 2021年 | 精霊幻想記                                                     | トムス・エンタテインメント                              |
| 2023年 | 英雄王、武を極めるため転生す 〜そして、世界最強の見習い騎士♀〜 | スタジオコメット                                        |
| 2023年 | 神達に拾われた男2                                              | MAHO FILM                                               |

## 小売事業

### 店舗
「ポストホビー」の現行店舗については、店舗情報を参照

### Webショップ
- ホビージャパンオンラインショップ
- ポストホビーWEBショップ
- ホビーグラスシリーズWEBショップ

## 不祥事
マジック・ザ・ギャザリング販売に関する独占禁止法違反
ホビージャパンは、英語版マジック：ザ・ギャザリングの仕入契約を米国のウィザーズ・オブ・ザ・コースト社と締結し、卸売問屋に提供していたが、独自ルートで英語版を海外から並行輸入し、ホビージャパンが定めた希望小売価格よりも安価で販売する販売店も存在した。ホビージャパンは1996年以降に日本語版を販売する予定になっていたため、自社の設定した小売価格を維持する目的で、英語版を並行輸入している販売店に日本語版を卸売しないよう卸売問屋に圧力をかけたほか、販売店にも値引きをせず希望小売価格で販売するように強制した。
公正取引委員会はこれらの行為を独占禁止法の第19条に違反する行為であると判断し、1998年10月に上記の行為を取りやめるように勧告・命令した。
雑誌編集者の不当転売行為擁護騒動
2021年7月24日、「月刊ホビージャパン」および「ホビージャパンEX」の編集担当者が自身のTwitterにて、人気の模型を予約・発売直後に買い占めて値段を吊り上げ転売する「転売屋」について、「買えなかったのは努力（開店前に販売店に並ぶことやネット予約のために仕事を休むなど）が足りない。転売屋はその努力をしているのだから、それに対するマージンを支払うのは当然」「メーカーや問屋の売上げは立つので問題ない」「転売屋を憎んでいる人は、欲しかったプラモデルが買えなかったから面白く思っていないだけ」など、転売行為を擁護した上に一般ユーザーを挑発するとも取れるツイートをしたほか、同様の意見文をnoteにも投稿した。このツイートやnoteの投稿に対して多くの模型ファンおよび、転売屋を嫌悪する多数のTwitterユーザーから抗議の返信やリツイートが相次いだため炎上、同日のTwitterトレンドワードに「ホビージャパン」が浮上した。
この問題を受けてホビージャパン編集部は、社の公式アカウントにて【当社編集者のSNS等における発言につきまして】と題したツイートを投稿し、当該ツイートの意見は社の意見と異なるものであり、編集部およびホビージャパン社としてはいかなる転売行為や買い占めも許容しないという声明を公表するとともに、ツイートを行った編集者を社内規定に則り処分する旨を発表した。
7月26日には公式サイトで処分を発表、当該編集担当者を退職処分としたほか、管理監督者である、常務取締役編集制作局長と「月刊ホビージャパン」の編集長・副編集長も譴責の上、それぞれ取締役・副編集長・デスクへの降格処分となった。また、月刊ホビージャパン2021年10月号の巻末に、今回の問題に関する公式謝罪文を1ページ掲載した。